# حفل توزيع جوائز الأوسكار التسعون
حفل توزيع جوائز الأوسكار التسعون (بالإنجليزية: 90th Academy Awards) هوَ الحفل التسعون لجوائز الأوسكار، نظّمته أكاديمية فنون وعلوم الصور المتحركة لِتَكريم أفضل الأفلام المعروضة في سنة 2017. يوم 4 مارس/آثار 2018 في مسرح دولبي في هوليوود بمدينة لوس أنجلوس التابعة لولاية كاليفورنيا الأمريكية عند تمام الساعة الخامسة صباحاً بالتوقيت الباسيفيكي (PST)؛ أي ما يُقابل الساعة التاسعة من مساء الثالث من مارس بالتوقيت العالمي المنسق، وتمّ بثّ الحفل على قناة ABC الأمريكية وDubai One وOSN وMBC2 في الشرق الأوسط وشمال أفريقيا، وقام بتقديمه جيمي كيميل للمرة الثانية على التوالي بعدما كان قد قدّم الحفل الـ89 عام 2017. وهي أول مرة يُقدّم فيها مقدّمٌ حفل الأوسكار لسنتين متتاليين منذ عشرين سنة، عندما فعلها بيلي كريستال عامي 1997 و1998.
حفل هذا العالم تمّ تأخيره عن التوقيت المعتاد للحفل في أواخر فبراير بسبب تعارض ذلك التوقيت مع دورة الألعاب الأولمبية الشتوية.
فاز فيلم شكل الماء بأربعة جوائز، منها جائزة أفضل فيلم وأفضل مخرج.

## جدول المواعيد
| التاريخ                  | المناسبة                         |
| ------------------------ | -------------------------------- |
| الجمعة، 5 يناير 2018     | فتح باب الترشّح                   |
| الجمعة، 12 يناير 2018    | إغلاق باب الترشّح                 |
| الثلاثاء، 23 يناير 2018  | إعلان الترشيحات                  |
| الإثنين، 5 فبراير 2018   | غداء المرشحين                    |
| السبت، 10 فبراير 2018    | عرض جوائز الإنجاز العلمي والتقني |
| الثلاثاء، 20 فبراير 2018 | بداية التصويت النهائي            |
| الثلاثاء، 27 فبراير 2018 | إغلاق التصويت النهائي            |
| الأحد، 4 مارس 2018       | حفل توزيع الجوائز                |

## الجوائز والترشيحات

### الجوائز
| أفضل فيلم | أفضل مخرج |
| --- | --- |
| - - شكل الماء - The Shape of Water - نادني باسمك - Call Me by Your Name - أحلك ساعة - Darkest Hour - دونكيرك - Dunkirk - غت آوت - Get Out - ليدي بيرد - Lady Bird - فانتوم ثريد - Phantom Thread - ذا بوست - The Post - ثلاث لوحات خارج إيبينغ، ميزوري - Three Billboards Outside Ebbing, Missouri                                                                               | - - جييرمو ديل تورو - شكل الماء - The Shape of Water - بول توماس أندرسون - فانتوم ثريد - Phantom Thread - جريتا جيروج - ليدي بيرد - Lady Bird - كريستوفر نولان - دونكيرك - Dunkirk - جوردان بيل - غت آوت - Get Out |
| أفضل ممثل | أفضل ممثلة |
| - - غاري أولدمان - أحلك ساعة - Darkest Hour بدور ونستون تشرشل - تيموثي تشالاميت - نادني باسمك - Call Me by Your Name بدور إيليو بيرلمان - دانيال دي لويس - فانتوم ثريد - Phantom Thread بدور رينولدز وودكوك - دانييل كالويا - غت آوت - Get Out بدور كريس واشنطن - دنزل واشنطن - رومان جاي إسرائيل الموقّر Roman J. Israel, Esq. بدور رومان جاي إسرائيل                            | - - فرانسيس مكدورماند - ثلاث لوحات خارج إيبينغ، ميزوري - Three Billboards Outside Ebbing, Missouri بدور ميلدريد هايز - سالي هوكينز - شكل الماء - The Shape of Water بدور إليسا إسبوسيتو - مارجوت روبي - أنا، تونيا I, Tonya بدور تونيا هاردينغ - سيرشا رونان - ليدي بيرد - Lady Bird بدور كريستين ماكفرسون "ليدي بيرد" - ميريل ستريب - ذا بوست - The Post بدور كاثرين غراهام |
| أفضل ممثل مساعد | أفضل ممثلة مساعدة |
| - - سام روكويل - ''ثلاث لوحات خارج إيبينغ، ميزوري'' بدور المحقق الشرطي جايسون ديكسون - ويليم دافو - مشروع فلوريدا The Florida Project بدور بوبي هيكس - وودي هارلسون - ''ثلاث لوحات خارج إيبينغ، ميزوري'' بدور الرئيس بيل ويلوبي - ريتشارد جينكينز - شكل الماء - The Shape of Water بدور جايلز - كريستوفر بلامر - كل المال في العالم All the Money in the World بدور جيه بول جيتي | - - أليسون جاني - أنا، تونيا I, Tonya بدور لافونا غولدن - ماري جي بلايج - رابطة بالطين Mudbound بدور فلورنسا جاكسون - ليسلي مانفيل - فانتوم ثريد - Phantom Thread بدور سيريل وودكوك - لوري ميتكاف - ليدي بيرد - Lady Bird بدور ماريون ماكفرسون - أوكتافيا سبنسر - شكل الماء - The Shape of Water بدور زيلدا فولر |
| أفضل سيناريو أصلي | أفضل سيناريو مقتبس |
| - - غت آوت - Get Out - جوردان بيل - المرض الكبير The Big Sick - إميلي في. غوردون وكوميل نانجياني - ليدي بيرد - Lady Bird - جريتا جيروج - شكل الماء - The Shape of Water - جييرمو ديل تورو وفانيسا تايلور. قصة من كاتبة جييرمو ديل تورو - ثلاث لوحات خارج إيبينغ، ميزوري - Three Billboards Outside Ebbing, Missouri - مارتن ماكدونا                                              | - - نادني باسمك - Call Me by Your Name - جيمس ايفوري، مأخوذ عن رواية نادني باسمك من تأليف أندريه أسيمان - الفنان الكارثة The Disaster Artist - سكوت نوستادتير ومايكل إيتش، مأخوذ عن كتاب الفنان الكارثة من تأليف غريغ سيستيرو وتوم بيسل - لوغان Logan - جيمس مانغولد وسكوت فرانك ومايكل غرين، قصة من كاتبة جيمس مانغولد، مقتبس من شخصيات إكس مان والأفلام السينمائية - لعبة مولي Molly's Game - آرون سوركين، مأخوذ من مذكرات لمولي بلوم - رابطة بالطين Mudbound - فيرجيل ويليامز ودي ريس، مأخوذ عن Mudbound من تأليف هيلاري جوردن |
| أفضل فيلم رسوم متحركة | أفضل فيلم بلغة أجنبية |
| - - كوكو Coco - الطفل الرئيس The Boss Baby - المعوز The Breadwinner - فرديناند Ferdinand - فينسنت المحب Loving Vincent | - - إمرأة رائعة A Fantastic Woman (تشيلي) - قضية رقم 23 The Insult (لبنان) - بلا حب Loveless (روسيا) - على الجسد والروح On Body and Soul (المجر) - الساحة The Square (السويد) |
| أفضل فيلم وثائقي | أفضل فيلم وثائقي قصير |
| - - Abacus: Small Enough to Jail - Faces Places - Icarus - Last Men in Aleppo - Strong Island | - - Edith+Eddie - Heaven Is a Traffic Jam on the 405 - Heroin(e) - Knife Skills - Traffic Stop |
| أفضل فيلم حي قصير | أفضل فيلم رسوم متحركة قصير |
| - - DeKalb Elementary - The Eleven O'Clock - My Nephew Emmett - The Silent Child - Watu Wote/All of Us | - - Dear Basketball - Garden Party - Lou - Negative Space - Revolting Rhymes |
| أفضل موسيقى تصويرية | أفضل أغنية أصلية |
| - دونكيرك – هانز زيمر - فانتوم ثريد – جوني غرينوود - شكل الماء – ألكسندر ديسبلا - حرب النجوم الجزء الثامن: الجيداي الأخير – جون ويليامز - ثلاث لوحات خارج إيبينغ، ميزوري – كارتر بورول | - - أغنية "Mighty River" من فيلم Mudbound - أغنية "Mystery of Love" من فيلم Call Me by Your Name - أغنية "Remember Me" من فيلم Coco - أغنية "Stand Up for Something" من فيلم Marshall - أغنية "This Is Me" من فيلم The Greatest Showman |
| أفضل مونتاج صوتي | أفضل خلط أصوات |
| - دونكيرك – ريتشارد كينغاند وألكس جيبسون - السائق بيبي – جوليان سلاتر - بليد رانر 2049 – مارك مانجيني و ثيو غرين - شكل الماء – Nathan Robitaille and Nelson Ferreira - حرب النجوم الجزء الثامن: الجيداي الأخير – ماثيو وود و رن كلايس | - - دونكيرك مارك وينغارتن و غريغ لانداكر وغاري أي. ريزو - السائق بيبي - جوليان سلاتر و تيم كافاجين و ماري إش. إليس - بليد رانر 2049 - دوغ همفيل و ماك روث - شكل الماء - كريستيان كوك و براد زورن و غلين غوتييه - حرب النجوم الجزء الثامن: الجيداي الأخير - ديفيد باركر و مايكل سيمانيك و رن كلايس و ستيوارت ويلسون |
| أفضل تصميم إنتاج | أفضل تصوير سينمائي |
| - الجميلة والوحش - بليد رانر 2049 - الساعة الأكثر ظلمة - دونكيرك - شكل الماء | - بليد رانر 2049 – روجر ديكنز - الساعة الأكثر ظلمة – برونو ديلبونيل - دونكيرك – هويت فان هويتما - رابطة بالطين – راشيل موريسون - شكل الماء – دان لوستسن |
| أفضل مكياج وتصفيف شعر | أفضل تصميم أزياء |
| - الساعة الأكثر ظلمة – كازوهيرو تسوجي وديفيد مالينوفسكي ولوسي سيبيك - فيكتوريا وعبد – دانيال فيليبس ولو شيبارد - وندر – ارجن تيوتين | - الجميلة والوحش – جاكلين دوران - الساعة الأكثر ظلمة – جاكلين دوران - فانتوم ثريد – مارك بريجيز - شكل الماء – لويس سيكويرا - فيكتوريا وعبد – كونسولاتا بويل |
| أفضل مونتاج | أفضل تأثيرات بصرية |
| - السائق بيبي – بول ماكليس وجوناثان آموس - دونكيرك – لي سميث - أنا، تونيا – تاتيانا إس. ريجيل - شكل الماء – سيدني ولينسكي - ثلاث لوحات خارج إيبينغ، ميزوري – جون غريغوري | - بليد رانر 2049 - حراس المجرة 2 - كونغ: جزيرة الجمجمة - حرب النجوم الجزء الثامن: الجيداي الأخير - حرب لأجل كوكب القردة |

## روابط خارجية
- حفل توزيع جوائز الأوسكار التسعون على موقع IMDb (الإنجليزية)
- حفل توزيع جوائز الأوسكار التسعون على موقع ميوزك برينز (الإنجليزية)